# Liste des épisodes de Seven Deadly Sins
Cet article présente la liste des épisodes de la série télévisée d’animation japonaise Seven Deadly Sins issue du manga du même nom de l'auteur Nakaba Suzuki.1

## Généralités
L'adaptation en série télévisée d'animation est annoncée en avril 2014. Elle est produite par le studio A-1 Pictures avec une réalisation de Tensai Okamura, un scénario de Shotaro Suga et des compositions de Hiroyuki Sawano. Celle-ci débute le 5 octobre 2014 au Japon. Elle comporte 24 épisodes et est compilée en neuf coffrets DVD/Blu-ray entre janvier et septembre 2015.
Une seconde saison est annoncée en septembre 2015. Quatre épisodes spéciaux intitulés Signs of Holy War sont diffusés à partir d'août 2016.
La deuxième saison est diffusée depuis le 6 janvier 2018 à la télévision japonaise avec 24 épisodes prévus par la chaine.
À l'international, la série est diffusée en streaming sur Netflix à partir de novembre 2015 et disponible en France en DVD/Blu-ray chez Kana Home Video depuis le 5 décembre 2017 pour la saison 1.
La troisième saison est diffusée à partir du 9 octobre 2019 à la télévision japonaise et se nomme Nanatsu no Taizai : Wrath of the Gods. Cette troisième saison est produite par Studio DEEN au lieu de A-1 Pictures, dirigée par Susumu Nishizawa et écrite par Rintarō Ikeda.

## Découpage des épisodes
Voici l’organisation chronologique des épisodes par saisons et arcs :
- Saison 1

1. Arc d’introduction (épisodes 1 et 2)
2. Arc Forêt des Rêves Blancs (épisodes 3 et 4)
3. Arc Donjon de Baste (épisodes 5 et 6)
4. Arc Capitale des morts (épisodes 7 à 9)
5. Arc Festival du combat de Vaizel (épisodes 10 à 13)
6. Arc Gowther (épisodes 14 et 15)
7. Arc Guerre Sainte (épisodes 16 à 24)

- Saison 2 - Signs of Holy War

1. Arc Post-Infiltration du Royaume (épisodes 1 à 4)

- Saison 3 - Revival of the Commandments

1. Arc Prologue (épisode 0)
2. Arc Post-Infiltration du Royaume (épisodes 1 et 2)
3. Arc Albions (épisodes 3 à 5)
4. Arc Istar (épisodes 6 à 9)
5. Arc Ravens (épisodes 9 à 14)
6. Arc Festival de la Grande Fête (épisodes 15 à 20)
7. Arc Bataille Défensive de Liones (épisodes 20 à 24)

- Saison 4 - Wrath of the Gods

1. Arc Souvenirs de la Guerre Sainte (épisodes 1 à 8)
2. Arc Corand (épisodes 9 à 13)
3. Arc Prélude de la nouvelle Guerre Sainte (épisodes 13 à 21)
4. Arc Nouvelle Guerre Sainte (épisodes 21 à 24)

- Saison 5 - Dragon's Judgement

1. Arc Nouvelle Guerre Sainte (suite) (épisodes 1 à 13)
2. Arc Roi des Démons (épisodes 13 à 21)
3. Arc Roi du chaos (épisodes 21 à 23)
4. Arc Epilogue (épisode 24)

## Génériques
| Générique | Épisodes           | Début                                    | Début              | Fin                 | Fin                       |
| Générique | Épisodes           | Titre                                    | Artiste            | Titre               | Artiste                   |
| --------- | ------------------ | ---------------------------------------- | ------------------ | ------------------- | ------------------------- |
| 1         | Saison 1 : 1 – 12  | Netsujō no Spectrum (熱情のスペクトラム) | Ikimono Gakari     | 7-seven-            | FLOW x GRANRODEO          |
| 2         | Saison 1 : 13 – 24 | Seven Deadly Sins                        | MAN WITH A MISSION | Season              | Alisa Takigawa            |
| 3         | Signs of Holy War  | CLASSIC                                  | Mucc               | Iroasenai Hitomi    | Alisa Takigawa            |
| 4         | Saison 2 : 1 – 12  | Howling                                  | FLOW x GRANRODEO   | Beautiful Performed | Anly                      |
| 5         | Saison 2 : 13 – 24 | Ame ga Furu kara Niji ga Deru            | Sky Peace          | Chikai              | Sora Amamiya              |
| 6         | Saison 3 : 1 – 12  | ROB THE FRONTIER                         | UVERworld          | Regeneration        | Ten Amamiya               |
| 7         | Saison 3 : 13 – 24 | delete                                   | SID                | Good day            | Kana Adachi               |
| 8         | Saison 4 : 1 – 12  | Hikari Are                               | Akihito Okano      | Time                | SawanoHiroyuki[nZk]:ReoNa |
| 9         | Saison 4 : 13 – 24 | Eien no Aria (永遠のAria)                | Sora Amamiya       | NAMELY              | UVERworld                 |

## Liste des épisodes

### Saison 1
| No | Titre français                     | Titre japonais         | Titre japonais                                              | Date de 1re diffusion |
| No | Titre français                     | Kanji                  | Rōmaji                                                      | Date de 1re diffusion |
| --- | ---------------------------------- | ---------------------- | ----------------------------------------------------------- | --------------------- |
| 1 | Les 7 péchés capitaux              | 七つの大罪             | Nanatsu no taizai (Les Seven Deadly Sins)                   | 5 octobre 2014        |
| [Chapitre 1] — Une jeune fille échoue dans une taverne après un long périple, où elle rencontre un mystérieux jeune garçon et son cochon, Hawk. Elle leur dit qu’elle est à la recherche des plus grands criminels du royaume de Liones : les Seven Deadly Sins. Après que des Chevaliers sacrés aient découvert qu’elle était en réalité Elizabeth Liones, la 3e princesse du royaume, elle est sauvée part le mystérieux garçon qui n’est autre que Meliodas, Péché du Dragon de la Colère, chef des Seven Deadly Sins. |                                    |                        |                                                             |                       |
| 2 | L’épée du Chevalier Sacré          | 聖騎士の剣             | Seikishi no ken                                             | 12 octobre 2014       |
| [Chapitres 2-3] — Elizabeth et Meliodas ont entamé leur voyage à la recherche des Seven Deadly Sins, leur première escale se fait à Vanya, village réputé pour sa bière, mais lorsqu’ils arrivent sur place, une épée a été plantée par un mystérieux chevalier sacré dans le sol pour assécher la source d’eau... |                                    |                        |                                                             |                       |
| 3 | La forêt des rêves blancs          | 眠れる森の罪           | Nemureru mori no tsumi (Le péché au bois dormant)           | 19 octobre 2014       |
| [Chapitres 4-5-6] — Meliodas, Elizabeth et Hawk se rendent dans la Forêt des Rêves Blancs où ils pensent trouver l’un de leurs compagnons. Ils ont vu juste car c’est Diane la géante, Pêché du Serpent de l’Envie des Seven Deadly Sins. À peine leurs retrouvailles fêtées, ils sont attaqués par Gilthunder, Grand Chevalier Sacré. |                                    |                        |                                                             |                       |
| 4 | Un rêve de petite fille            | 少女の夢               | Shōjo no yume (Le rêve d’une jeune fille)                   | 26 octobre 2014       |
| [Chapitres 7-8-9] — Diane se joint alors à Meliodas, Elizabeth et Hawk. Ils se lancent alors à la mission de sauvetage de Ban l'immortel des Seven Deadly Sins, le péché du renard de l'avarice, retenu prisonnier au Donjon de Baste. Les blessures de Meliodas infligées par Gilthunder s'avèrent plus graves qu'ils ne l'imaginaient, le groupe fait alors escale au village de Dalmary afin de trouver un docteur. Néanmoins, cette escale n'est pas de tout repos puisque des ennemis puissants les attaquent : Les Chevaliers Sacrés de l’ordre des Crocs Mystérieux. De son côté, Ban parvient à s’échapper de prison. |                                    |                        |                                                             |                       |
| 5 | Même si tu devais mourir           | たとえあなたが死んでも | Tatoe anata ga shindemo                                     | 2 novembre 2014       |
| [Chapitres 9-10-11-12-13] — Alors que Meliodas se fait soigner par le docteur Dana, Golgius l'un des Crocs Mystérieux, parvient à l'empoisonner grâce à la complicité du médecin. Mais Meliodas réussi, grâce à un pouvoir inconnu, à se relever et poursuivre Golgius qui s'enfuit en sachant qu'il n'a aucune chance seul face à lui. Cependant, Les Crocs Mystérieux passent à la suite de leur attaque contre les Seven Deadly Sins, les menant à s’entre-tuer. Pendant ce temps, Ban des Seven Deadly Sins fait face à Jude des Crocs Mystérieux. |                                    |                        |                                                             |                       |
| 6 | Le poème des origines              | はじまりの詩           | Hajimari no shi (Poème des temps anciens)                   | 9 novembre 2014       |
| [Chapitres 12-13-14-15-16-17] — Meliodas, Diane, Hawk et Elizabeth combattent les Chevaliers Sacrés de l'ordre des Crocs Mystérieux Ruin et Fresia, grâce au courage et à la détermination dont la princesse fait preuve. Ils partent ensuite au Donjon de Baste où ils croisent Cenette, la fille du docteur Dana, qui a elle-même croisé Ban précédemment. Le groupe assiste aux retrouvailles mouvementées et brutales entre le capitaine et Ban, causant l'effondrement du Donjon de Baste. Ban s'est à présent joint à Meliodas et les autres, ils retournent alors au village de Dalmary où le docteur Dana retrouve sa fille et propose aux Seven Deadly Sins de leur offrir le repas. Quelque part dans un autre village, King le Grizzly de la Paresse des Sept Péchés Capitaux, fait sa première apparition aux côtés de Gilthunder. |                                    |                        |                                                             |                       |
| 7 | Des retrouvailles émouvantes       | 感動の再会             | Kandō no saikai                                             | 16 novembre 2014      |
| [Chapitres 18-19-20 + Side Story 1] — Afin de trouver King qui est dit être mort, Meliodas n'ayant qu'une information, annonce la prochaine destination : Necropolis, La Capitale des morts. Alors que ses compagnons restent au Boar Hat pour attirer la clientèle et récolter d'autres informations, Ban visite seul l'entrée de la Capitale des Morts qui est déserte. Contre toute attente, Ban se fait attaquer par King et son désir profond de vengeance. Leur combat prend fin lorsque les autres Seven Deadly Sins arrivent, faisant fuir le Grizzly de la Paresse. Les deux enfants, Ellen et son frère Luigi, donnent des indications sur l'entrée pour Necropolis. Les souvenirs de Ban avec Elaine resurgissent, ouvrant alors l'entrée à la Capitale des Morts. Une fois à destination, la défunte Elaine apparaît, Ban à ses trousses et King aux trousses de Ban. À l'entrée de Necropolis, un nouvel ennemi fait son apparition. |                                    |                        |                                                             |                       |
| 8 | Une chasseresse de feu             | 恐るべき追跡者         | Osorubeki tsuiseki-sha (La mort aux trousses)               | 23 novembre 2014      |
| [Chapitres 21-22-23-24 + Side Story 1] — Dans la Capitale des morts, un autre combat fait rage entre les deux Sins : King et Ban. Dans la confrontation, King dévoile que la sainte de la fontaine de jouvence, Elaine, est sa sœur mais elle est aussi la bien aimée de Ban, considéré par King comme l'assassin de celle-ci. Pendant ce temps, Guila (Geera) le Chevalier Sacré, fait son apparition face au reste du groupe et les met au tapis. Après une discussion avec la défunte Elaine, Ban rejoint les autres au combat, suivis de King qui est résolu à combattre avec eux, laissant derrière lui sa haine et son désir de vengeance. Le passé de Ban et Elaine dévoile alors la cause de sa mort. |                                    |                        |                                                             |                       |
| 9 | Une pulsation obscure              | 暗黒の脈動             | Ankoku no myakudō (Battements obscurs)                      | 30 novembre 2014      |
| [Chapitres 25-26-27-29-30] — King prend en duel Guila et la renvoie dans le monde des humains. King le Grizzly de la Paresse se joint au groupe dans la quête du rassemblement des Sept Péchés Capitaux. King lance le sujet des "Trésors Sacrés" et apprend que les trois Sins ne l'ont plus en leur possession. Au royaume de Liones les commandants des Chevaliers Sacrés, Dreyfus et Hendrickson motivent les troupes. Les Chevaliers Sacrés Gilthunder et Hauser abordent le sujet de la Guerre Sainte, les Seven Deadly Sins étant leurs ennemis jurés. Le sujet de "La Nouvelle Génération" apparaît, un sujet encore mystérieux et sombre, concernant les nouveaux Chevaliers Sacrés. Le grand Chevalier Sacré Hendrickson y est pour quelque chose... Meliodas et les autres se rendent au festival de Vaizel où le trésor sacré de Diane, Gidéon, est mis en jeu. Meliodas décide d'y participer avec Ban et King. Une nouvelle menace approche : Houser, Griamor et une femme encore inconnue... |                                    |                        |                                                             |                       |
| 10 | Le tournoi de lutte de Vaizel      | バイゼル喧嘩祭り       | Baizeru kenka matsuri                                       | 7 décembre 2014       |
| [Chapitres 31-32-33] — Le tournoi de Vaizel commence. Les combattants sont donc : Griamor vs Matrona ; Hauser vs Taizoo ; Cain vs "vieux shnock" (King) ; Meliodaf (Meliodas) vs Baan (Ban). Le premier combat commence, la mystérieuse et forte femme Matrona contre le Chevalier Sacré Griamor. C'est Matrona, qui est en réalité Diane de taille humaine, qui sort vainqueur du combat. La princesse Elizabeth a également rétréci, à cause d'un "champignon géant". Le deuxième combat qui oppose Hauser et Taizoo se termine rapidement par la victoire du Chevalier Sacré. La princesse Veronica, sœur d'Elizabeth, est accompagnée du Chevalier Sacré Griamor et annonce à Hauser qu'elle est ici pour récupérer sa sœur qui se trouve avec les Seven Deadly Sins qui sont probablement au festival. Pendant ce temps, le combat entre Cain et King a lieu et c'est Cain qui l'emporte. Le prochain combat est Meliodas le Dragon de la Colère contre Ban le Renard de l'Avarice |                                    |                        |                                                             |                       |
| 11 | Des sentiments refoulés            | 積年の想い             | Sekinen no omoi (Un sentiment d'éternité)                   | 14 décembre 2014      |
| [Chapitres 34-35-36-37-38-39] |                                    |                        |                                                             |                       |
| 12 | Un canon à te glacer le sang       | 戦慄のカノン           | Senritsu no kanon (Le canon de la désolation)               | 21 décembre 2014      |
| [Chapitres 40-41-42-43-44-45-46] |                                    |                        |                                                             |                       |
| 13 | L'ange de la destruction           | 破壊の使徒             | Hakai no shito (Les Apôtres de la destruction)              | 11 janvier 2015       |
| [Chapitres 46-47-48-49-50-51-60] |                                    |                        |                                                             |                       |
| 14 | Le lecteur                         | 本を読むひと           | Hon wo yomu hito (Celui qui lit)                            | 18 janvier 2015       |
| [Chapitres 52-53-54 + Omake 1] |                                    |                        |                                                             |                       |
| 15 | Le Chevalier impie                 | アンホーリィ・ナイト   | Anhōryi Naito                                               | 25 janvier 2015       |
| [Chapitres 55-56-57-58] |                                    |                        |                                                             |                       |
| 16 | Les légendes dans la tourmente     | 駆りたてられる伝説たち | Karitaterareru densetsu-tachi (Les Légendes à l'assaut)     | 1er février 2015      |
| [Chapitres 59-60-61-62] |                                    |                        |                                                             |                       |
| 17 | Le premier sacrifice               | 最初の犠牲             | Saisho no gisei                                             | 8 février 2015        |
| [Chapitres 63-64-65-66-67] — Hendrickson se voit contraint d'ouvrir les portes au roi Arthur Pendragon qui est accompagné d'un mystérieux et puissant magicien. Hélas, un affrontement commence entre eux. La princesse Elizabeth se voit téléportée par l'étrange Chevalier Sacré, dans les sous-sols du royaume de Liones avec Hawk. Les trois Sins anéantissent Chevaliers Sacrés sur Chevaliers Sacrés et parviennent à entrer dans la capitale grâce au trésor sacré de Gowther. Leur destination la plus logique afin de retrouver la princesse, est le royaume. King fait appel à Oslo pour téléporter Diane directement dans la capitale. Celle-ci se retrouve dans l'ancien château de Merlin qui est à présent le laboratoire de recherche magique d'Hendrickson où Dreyfus et les autres Chevaliers Sacrés se retrouvent afin de comprendre ce que mijote Hendrickson. L'altercation entre Diane et les Chevaliers Sacrés commence. La Sins est en très mauvaise posture et se fait massacrer par le grand Chevalier Sacré Dreyfus et envoyée dans les airs jusqu'à atterrir en plein milieu de la ville où le combat continue. La géante se démène malgré ses graves blessures pour honorer sa promesse de sauver la princesse. Les actes d'Helbram amènent la discorde auprès des Chevaliers Sacrés. Contre toute attente, les Chevaliers sacrés Hauser et Geera se rangent aux côtés de Diane et se dressent face à Gilthunder, Dreyfus, Helbram et Jericho qui sont prêts à se battre. |                                    |                        |                                                             |                       |
| 18 | Même si cela doit me coûter la vie | この命にかえても       | Kono inochi ni kaete mo (Au péril de ma vie)                | 15 février 2015       |
| [Chapitres 68-69-70-71-72-73 + Side Story 2] — La princese Elizabeth parle avec sa soeur Margaret, mais avec Hawk, ils rencontrent quelques problèmes. L'affrontement commence entre les Chevaliers Sacrés, quand Gowther arrive enfin jusqu'à Diane et les Chevaliers. Le Sins prend alors part au combat contre Dreyfus mais finit rapidement au tapis, ayant tout de même blessé temporairement le grand Chevalier Sacré qui se voit obligé de battre en retraite accompagné de Gilthuder, ne laissant plus qu'Helbram en état de combattre librement contre les autres. Alors que la situation devient critique, King arrive enfin et sauve Diane. Le combat entre King et Helbram commence, le Chevalier Sacré montre sa véritable apparence. King a l'air de le connaître par le passé, mais alors, qui est Helbram ? |                                    |                        |                                                             |                       |
| 19 | Le roi des fées attend en vain     | まちぼうけの妖精王     | Machi bō ke no yōsei-ō (La longue attente du Roi des fées)  | 22 février 2015       |
| [Side Story 2 + Chapitres 74-75] — Le passé commun de Diane et King est révélé, celui de King et Helbram également. Le combat entre King et Helbram se termine avec la victoire du Sins. qui lui ôte la vie afin de le délivrer de sa haine et de tenir sa promesse envers son meilleur ami. Pendant ce temps, le roi Arthur et le Chevalier Sacré Hendrickson s'affrontent, c'est alors que Meliodas fait son entrée et demande la princesse, il est sur le point d'affronter le Chevalier Sacré. |                                    |                        |                                                             |                       |
| 20 | Le sortilège du courage            | 勇気のまじない         | Yūki no majinai (La formule magique du courage)             | 1er mars 2015         |
| [Chapitres 76-77-78-79-80-81-82-83] |                                    |                        |                                                             |                       |
| 21 | La menace est imminente            | 今、そこにせまる脅威   | Ima, soko ni semaru kyōi                                    | 8 mars 2015           |
| [Chapitres 78-84-85-86-87] |                                    |                        |                                                             |                       |
| 22 | Je ferais tout pour toi            | 君のためにできること   | Kimi no tame ni dekiru koto (Ce que je peux faire pour toi) | 15 mars 2015          |
| [Chapitres 88-89-90-91-92] |                                    |                        |                                                             |                       |
| 23 | Lorsque survient le désespoir      | 絶望降臨               | Zetsubō kōrin (L'avènement du désespoir)                    | 22 mars 2015          |
| [Chapitres 93-94-95-96-97] |                                    |                        |                                                             |                       |
| 24 | Les Héros                          | 英雄たち               | Eiyū-tachi                                                  | 29 mars 2015          |
| [Chapitres 98-99-100-101-102-103-108] |                                    |                        |                                                             |                       |

### Épisodes Spéciaux - Signs of Holy War
Quatre épisodes spéciaux intitulés Signs of Holy War sont diffusés à partir d'août 2016.
| No | Titre français                                              | Titre japonais   | Titre japonais          | Date de 1re diffusion |
| No | Titre français                                              | Kanji            | Rōmaji                  | Date de 1re diffusion |
| --- | ----------------------------------------------------------- | ---------------- | ----------------------- | --------------------- |
| 1 (25) | Signs of Holy War - Le rêve noir débute                     | 黒き夢のはじまり | Kuroki yume no hajimari | 28 août 2016          |
| A la recherche de petit Hawk, Méliodas promet que celui qui l'attrape pourra lui demander ce qu'il veut.                                                          |                                                             |                  |                         |                       |
| 2 (26) | Signs of Holy War - Notre foire du combat à tous les deux ! | 二人の喧嘩祭り   | Futari no kenka matsuri | 4 septembre 2016      |
| Combat/duel, à la base entre Ban et Meliodas (Ban veut tuer Meliodas afin qu'une déesse ressuscite Elaine), mais les autres en profitent aussi pour se bagarrer ! |                                                             |                  |                         |                       |
| 3 (27) | Signs of Holy War - À la recherche du premier amour !       | 初恋を追いかけて | Hatsukoi wo oikakete    | 11 septembre 2016     |
| [Chapitre 108] |                                                             |                  |                         |                       |
| 4 (28) | Signs of Holy War - Les formes de l’amour                   | 愛のかたち       | Ai no katachi           | 18 septembre 2016     |
| [Chapitres 107-109] |                                                             |                  |                         |                       |

### Saison 2 - Revival of the Commandments
La deuxième saison a été diffusée du 6 janvier jusqu’au 30 juin 2018 à la télévision japonaise avec un total de 24 épisodes.
| No | Titre français                                                      | Titre japonais               | Titre japonais                                 | Date de 1re diffusion |
| No | Titre français                                                      | Kanji                        | Rōmaji                                         | Date de 1re diffusion |
| --- | ------------------------------------------------------------------- | ---------------------------- | ---------------------------------------------- | --------------------- |
| 0 | Les Seven Deadly Sins - La renaissance des commandements - Prologue | 七つの大罪 戒めの復活 -序章- | Nanatsu no Taizai Imashime no Fukkatsu -Joshō- | 6 janvier 2018        |
| Épisode récapitulatif de la saison 1 et des passages de la partie Signs of Holy War sortie du manga. |                                                                     |                              |                                                |                       |
| 1 (29) | Le retour du clan des démons                                        | 魔神族復活                   | Majin-zoku fukkatsu                            | 13 janvier 2018       |
| [Chapitres 102-103-104-105-106-107-109] — C’est un jour de fête à Liones, les Sept Pêchés Capitaux vont recevoir une médaille pour leur bravoure lors de l’affrontement contre Hendricksen et les chevaliers corrompus. Cependant Ban et King ont quitté temporairement les Sept Pêchés Capitaux pour se rendre dans la Forêt Sacrée du Roi des Fées. Après avoir reçu leur décoration, une secousse se fait ressentir à Liones : le sceau ayant été brisé par Hendricksen, dix démons viennent de ressurgir du passé...                                                                |                                                                     |                              |                                                |                       |
| 2 (30) | Existence et preuve                                                 | 存在と証明                   | Sonzai to Shōmei                               | 20 janvier 2018       |
| [Chapitres 104-105-108-109-110-111-112] — Une menace refait surface, les Dix Commandements ont été ressuscités ! Meliodas ayant ressenti la menace, demande à Merlin de lui rendre ce qu’elle lui aurait pris il y a 10 ans... Ban, King et Jericho sont arrivés dans la Forêt Sacrée du Roi des Fées, où King découvre avec joie que son peuple est encore en vie, mais considéré comme un traitre, il est rejeté par les siens. Diane découvre avec horreur que Gowther a altéré la mémoire de Guila et Zeal pour ses propres intérêts, un combat s’engage alors entre les deux Sins. |                                                                     |                              |                                                |                       |
| 3 (31) | Trésor sacré : Lostvayne                                            | 神器ロストヴェイン           | Jingi Rosutovuein                              | 27 janvier 2018       |
| [Chapitres 113-114-115-116] — L’affrontement entre Gowther et Diane ayant été stoppé, une étonnante révélation se fait sur le Bélier de la Luxure. Merlin ressent une grande source de magie provenant de Camelot et décide de téléporter tout le groupe directement sur place pour aider Arthur. Une mystérieuse créature tente de détruire la cité, un albion. Dans la forêt du Roi des Fées, King et les siens vont également avoir affaire à cette créature. |                                                                     |                              |                                                |                       |
| 4 (32) | Les Dix Commandements en mouvement                                  | 〈十戒〉始動                 | "〈Jikkai〉Shidō"                              | 3 février 2018        |
| [Chapitres 117-118-119] — La forêt du Roi des fées est attaqué par un Albion, et King décide de libérer son véritable pouvoir pour protéger sa patrie. Après avoir vaincu l’albion de Camelot, Meliodas et les autres Sins s’apprêtent à affronter un ennemi pire encore qui n’est autre que Galan, la Vérité des Dix Commandements ! |                                                                     |                              |                                                |                       |
| 5 (33) | Violence Absolue                                                    | 圧倒的暴力                   | Attōteki Bōryoku                               | 10 février 2018       |
| [Chapitres 120-121-122-139] — Maintenant que sa mission a été accomplie, Ban quitte la forêt avec Jericho. De leurs côtés, Meliodas et les autres affrontent Galan, la Vérité des Dix Commandements. Malheureusement, ils se font tous littéralement écraser par la puissance incommensurable de Galan, qui part en les laissant pour mort. Elizabeth, Hawk et Arthur, seuls encore debout assistent au réveil de Gowther. Gilthunder, Howzer et Griamore, partis en quête de vérité sur Dreyfus croise la route d’un ancien ennemi...                                                  |                                                                     |                              |                                                |                       |
| 6 (34) | Le Grand Chevalier Sacré repenti                                    | 償いの聖騎士長               | Tsugunai no Seikishi-chō                       | 17 février 2018       |
| [Chapitres 123-124-125] — Hendricksen décide enfin de révéler à Gilthunder, Griamore et Howzer ce qui l’ont poussé lui et Dreyfus, à s’associer aux Démons. Les Seven Deadly Sins se remettent d’un dur combat et ont été sauvés par Gowther. Ils ont un nouvel objectif, devenir plus forts, et pour cela ils doivent partir à la recherche du dernier Sins : Le Lion du Péché de l’Orgueil, Escanor. King arrive à Camelot et découvre avec effroi que Diane est devenue amnésique.                                                                                                   |                                                                     |                              |                                                |                       |
| 7 (35) | Là où les souvenirs s'éveillent                                     | 記憶が目指す場所             | Kioku ga Mezasu Basho                          | 24 février 2018       |
| [Chapitres 126 + Side Story 3] — Les Seven Deadly Sins découvrent que c’est Gowther qui a effacé la mémoire de Diane, alors qu’elle venait de se rappeler son amour pour King, au grand désespoir de ce dernier. Diane s’enfuit alors pour rentrer chez elle, à Mégadozer. Elle se rappelle alors de son ancien maître, Matrona souvent surnommée « les Crocs de la Terre » |                                                                     |                              |                                                |                       |
| 8 (36) | La Terre Sainte des Druides                                         | ドルイドの聖地               | Doruido no Seichi                              | 3 mars 2018           |
| [Chapitres 127-128-129-130] — Diane est de nouveau attaqué par Galan, et Monspiet, mais elle est sauvée in extremis par Matrona son ancien maître qu’elle croyait morte. Les Sins de leur côté, décident de se rendre à Istar, la terre sacrée des Druides, pour récupérer la puissance de Meliodas. Ils sont accueillis par Jenna et Zanelli, qui superviseront leurs entraînements. Zanelli soumet Meliodas à un entraînement des plus rudes : Il est renvoyé des dizaines d’années auparavant à Danafall, où il retrouve sa bien-aimée, Liz.                                         |                                                                     |                              |                                                |                       |
| 9 (37) | La Promesse Faite à Celle Que J’aime                                | 愛する者との約束             | Ai suru Mono to no Yakusoku                    | 10 mars 2018          |
| [Chapitres 130-131-138-139] — Meliodas surmonte, tant bien que mal, sa dure épreuve. Alors que le reste du groupe va démarrer l’entraînement, ils sont surpris de voir que Hendricksen, Gilthunder, Howzer et Griamore les avaient devancés. Ban et Jericho voyagent pour trouver un moyen de ressusciter Ellaine, ils rencontrent alors un homme renard, les souvenirs d’enfance de Ban remontent alors... |                                                                     |                              |                                                |                       |
| 10 (38) | Ce qu'il nous manquent                                              | 僕 た ち に け の の の      | Bokutachi ni Kaketa Mono                       | 17 mars 2018          |
| [Chapitres 132-133-140] — Il s’est avéré que l’homme renard qu’ont rencontrés Ban et Jericho était en réalité Zhivago, celui que Ban considérait comme son père, enfant. Chez les Druides, Les chevaliers débutent tous leur entraînement, à commencer par Howzer et Gilthunder. King ne comprend pas comment Meliodas peut si bien connaître les Dix Commandements. Les deux Sins se confrontent. Meliodas est-il vraiment leur allié ? |                                                                     |                              |                                                |                       |
| 11 (39) | Père et fils                                                        | 父親と息子                   | Chichioya to Musuko                            | 24 mars 2018          |
| [Chapitres 134-135-140-141] — Zhivago décède après avoir donné un dernier conseil à Ban. Meliodas récupère la force que Merlin lui avait volée 10 auparavant. Il décide d’aller rendre visite aux Dix Commandements, pour les mettre en garde contre lui et les Seven Deadly Sins. |                                                                     |                              |                                                |                       |
| 12 (40) | Là, où se trouve l'amour                                            | 愛の在り処                   | Ai no Arika                                    | 31 mars 2018          |
| [Chapitres 136-137-141-142-143] — Les Dix Commandements décident de débuter leur invasion de Britannia, tous séparés en binôme. Contre toute attente, Ellaine revient d’entre les morts. Zanelli fait une révélation à propos d’Elizabeth. Alors que Ban enterre Zhivago, il retrouve enfin sa bien-aimée. |                                                                     |                              |                                                |                       |
| 13 (41) | Adieu, bandit de mon cœur                                           | さらば愛しき盗賊             | Saraba Itoshiki Tōzoku                         | 14 avril 2018         |
| [Chapitres 138-143-144-145-146] — À peine a-t-il retrouvé Ellaine que Ban doit faire face à Galan de la Vérité et Merascylla de la Foi, tous deux membres des Dix Commandements. Pendant ce temps, Arden, Deldrey et Waiyo, membres des Pléiades d’Azur, capturent Dreyfus. |                                                                     |                              |                                                |                       |
| 14 (42) | Le maître du Soleil                                                 | 太陽の主                     | Taiyō no Aruji                                 | 21 avril 2018         |
| [Chapitres 147-148-149-150] — Jericho, accompagné de Ban et Ellaine, échouent dans une taverne alors qu’ils sont poursuivis par Galan et Merascylla. Après qu’ils les eurent retrouvés, ils découvrent que le patron de la taverne est en réalité le Lion du Péché de l’Orgueil des Seven Deadly Sins, Escanor. |                                                                     |                              |                                                |                       |
| 15 (43) | Le frisson de la déclaration                                        | 戦慄の告白                   | Senritsu no Kokuhaku                           | 28 avril 2018         |
| [Chapitres 151-152-153-154] — Diane tente d’apprendre une danse légendaire créée par l’ancêtre des Géants, Dolor, qui se révèle être membre des Ten Commandments. Meliodas et le groupe se dirige vers le festival de combat de Vaizel. Denzel, capitaine des Pléiades d’Azur affronte Fraudrin, qui révèle n’être qu’un remplaçant permis les Ten Commandments pour le véritable membre amnésique, Gowther de l’Altruisme. |                                                                     |                              |                                                |                       |
| 16 (44) | Le Labyrinthe du Piège Mortel                                       | 死の罠の迷宮                 | Shi no Wana no Meikyū                          | 5 mai 2018            |
| [Chapitres 155-156-157-158-159-160] — Diane et Matrona arrivent à Vaizel, mais avant d’accéder au tournoi, il faut passer par le Labyrinthe de la Mort. Après avoir été séparés, Diane croise la route d’Elizabeth et Hawk. De leur côté, Meliodas et Arthur rencontrent Ban, qui avait quitté les Sept Péchés Capitaux quelque temps plus tôt. |                                                                     |                              |                                                |                       |
| 17 (45) | Ceux de la légende                                                  | 伝承の者共                   | Denshō no Monodomo                             | 12 mai 2018           |
| [Chapitres 161-162-163-164-165] — Le tournoi de Vaizel est sur le point de débuter et King découvre avec effroi que Gloxinia du Sabbat des Dix Commandements n’est autre que Gloxinia, premier Roi des Fées, censé être décédé durant la Guerre Sainte il y a 3000 ans. Les combats en duo débutent et Elizabeth et Ellaine se retrouvent ensemble face à leur adversaire. King et Diane doivent affronter quant à eux les homologues de Dolor et Gloxinia. |                                                                     |                              |                                                |                       |
| 18 (46) | Cette lumière pour le bien d'un autre                               | その光は誰が為に             | Sono Hikari wa Ta ga tame ni                   | 19 mai 2018           |
| [Chapitres 166-167-168-169-170] — Le tournoi de Vaizel continue. King et Diane remportent tant bien que mal leur combat contre les homologues de Dolor et Gloxinia. Gowther et Jericho doivent affronter Escanor et Hawk. Gowther attaque Escanor, ce dernier réplique mais contre toute attente, son attaque était dirigée contre Dolor et Gloxinia. |                                                                     |                              |                                                |                       |
| 19 (47) | Meliodas vs Les Dix Commandements                                   | メリオダスvs<十戒>           | Meriodasu vs <Jikkai>                          | 26 mai 2018           |
| [Chapitres 171-172-173-174-175] — Meliodas affronte Dolor et Gloxinia au Festival de Combat de Vaizel. Ses compagnons comprennent que c’était son objectif depuis le départ dans ce tournoi. Même si le Dragon de la Colère avait largement l’avantage sur ses ennemis, l’arrivée des Dix Commandements au complet a inversé la tendance, et Meliodas se retrouve maintenant complètement acculé. |                                                                     |                              |                                                |                       |
| 20 (48) | À la recherche de l’espoir                                          | 希望を求めて                 | Kibō wo Motomete                               | 2 juin 2018           |
| [Chapitres 176-177-178-179] — Estarossa à vaincu Meliodas malgré l’intervention de Ban, et tous ses compagnons assistent impuissants à sa disparition, notamment Elizabeth. Mais malgré sa défaite, un mois plus tard, le combat contre les démons continue. |                                                                     |                              |                                                |                       |
| 21 (49) | Une chaleur certaine                                                | たしかな ぬくもり            | Tashika na Nukumori                            | 9 juin 2018           |
| [Chapitres 180-181-182-183] — Elizabeth rencontre le Grand Chevalier Sacré Zaratras, ramené à la vie par la magie de Merascylla. Ils vont seconder l’esprit de Meliodas, ce qui permettra à Elizabeth de comprendre certaines choses au sujet de son amour. Au château de Liones, alors que tout le monde est paralysé face à Estarossa, Escanor, péché de l´Orgueil se dresse contre lui. |                                                                     |                              |                                                |                       |
| 22 (50) | Le retour du péché                                                  | 〈罪〉の帰還                 | Tsumi no Kikan                                 | 16 juin 2018          |
| [Chapitres 184-185-186-187-188] — Escanor affronte Estarossa. Denzel sacrifie sa vie pour invoquer la déesse Nerobasta mais il est vite vaincu par Derrieri, la Chasteté des Dix Commandements. Elizabeth qui se rend à Liones croise Monspiet et Derrieri, mais est sauvé in extremis par Meliodas. |                                                                     |                              |                                                |                       |
| 23 (51) | Héros, debout !                                                     | 英雄、立つ！                 | Eiyū, Tatsu!                                   | 23 juin 2018          |
| [Chapitres 189-190-191-192-193-194] — Meliodas est de retour, il met au tapis Derrieri et Monspiet. Merlin s’est libérée du Commandement de Galan, et révèle sa véritable identité. Fraudrin affronte Hendrickson et Zaratras, ce dernier se sacrifie afin de sauver Dreyfus. Meliodas affronte Fraudrin, extrait du corps de Dreyfus, mais tout le monde remarque un changement étrange chez ce dernier. |                                                                     |                              |                                                |                       |
| 24 (52) | Tant que tu es là                                                   | 君がいるだけで               | Kimi ga Iru Dake de                            | 30 juin 2018          |
| [Chapitres 195-196-197 + Extras 11-12] — Meliodas a vaincu Fraudrin avec une facilité déconcertante et une certaine cruauté que ces camarades ne lui ont pas reconnu. Meliodas a peur de redevenir celui qu’il était jadis mais s’y sent obligé pour protéger Elizabeth. Après cette bataille il est temps de faire le point sur les pertes humaines, et sur les combats à venir. Les Seven Deadly Sins sont désormais prêts à se réunir pour affronter et vaincre une bonne fois pour toutes les Dix Commandements.                                                                    |                                                                     |                              |                                                |                       |

### Saison 3 - Wrath of the Gods
La troisième saison a été diffusée du 9 octobre 2019 au 25 mars 2020 à la télévision japonaise.
| No                                  | Titre français                                    | Titre japonais         | Titre japonais               | Date de 1re diffusion |
| No                                  | Titre français                                    | Kanji                  | Rōmaji                       | Date de 1re diffusion |
| ----------------------------------- | ------------------------------------------------- | ---------------------- | ---------------------------- | --------------------- |
| 1 (53)                              | La lumière qui chasse les ténèbres                | 闇を払う光             | Yami wo Harau Hikari         | 9 octobre 2019        |
| [Chapitres 197-219-225]             |                                                   |                        |                              |                       |
| 2 (54)                              | Les souvenirs de la Guerre Sainte                 | 聖戦の記憶             | Seisen no Kioku              | 16 octobre 2019       |
| [Chapitres 198-199-200-201]         |                                                   |                        |                              |                       |
| 3 (55)                              | Que la lumière soit                               | 光あれ                 | Hikari Are                   | 23 octobre 2019       |
| [Chapitres 201-202-203-204]         |                                                   |                        |                              |                       |
| 4 (56)                              | Hurlement des bêtes sauvages                      | 獣吼える               | Yajū Hoeru                   | 30 octobre 2019       |
| [Chapitres 205-206-207]             |                                                   |                        |                              |                       |
| 5 (57)                              | Maelstrom de sentiments                           | 感情メイルシュトローム | Kanjō Meirushutorōmu         | 6 novembre 2019       |
| [Chapitres 208-209-210-211]         |                                                   |                        |                              |                       |
| 6 (58)                              | C'est ce qu'on appelle l'amour                    | それをボクらは愛と呼ぶ | Sore wo Bokura wa Ai to Yobu | 13 novembre 2019      |
| [Chapitres 212-213-214]             |                                                   |                        |                              |                       |
| 7 (59)                              | La Réunion des Sept Pêchés Capitaux               | いざ、大罪集結へ！！   | Iza, Taizai Shūketsu e!!     | 20 novembre 2019      |
| [Chapitres 215-216-217]             |                                                   |                        |                              |                       |
| 8 (60)                              | La poupée recherche l'amour                       | 人形は愛を乞う         | Ningyō wa Ai wo Kou          | 27 novembre 2019      |
| [Chapitres 217-218 + Side Story 4]  |                                                   |                        |                              |                       |
| 9 (61)                              | Les amants maudits                                | 呪われし恋人たち       | Norowareshi Koibito-tachi    | 4 décembre 2019       |
| [Chapitres 219-220-221-222-223]     |                                                   |                        |                              |                       |
| 10 (62)                             | C'est notre mode de vie                           | それが僕らの生きる道   | Sore ga Bokura no Ikirumichi | 11 décembre 2019      |
| [Chapitres 223-224-225]             |                                                   |                        |                              |                       |
| 11 (63)                             | L'odieux ne peut se reposer                       | 怨念たちは眠らない     | Onnen-tachi wa Nemuranai     | 18 décembre 2019      |
| [Chapitres 226-227-228]             |                                                   |                        |                              |                       |
| 12 (64)                             | Les jeunes filles puisent leur force dans l'amour | 愛は乙女の力           | Ai wa Otome no Chikara       | 25 décembre 2019      |
| [Chapitres 229-230-231]             |                                                   |                        |                              |                       |
| 13 (65)                             | Le tout-puissant contre le mal absolu             | 最強 vs. 最凶          | Saikyō vs. Saikyō            | 8 janvier 2020        |
| [Chapitres 231-232-233-234]         |                                                   |                        |                              |                       |
| 14 (66)                             | Une nouvelle menace                               | 新たなる脅威           | Aratanaru Kyōi               | 15 janvier 2020       |
| [Chapitres 235-236-237]             |                                                   |                        |                              |                       |
| 15 (67)                             | Pour notre capitaine                              | 団長へ                 | Danchō e                     | 22 janvier 2020       |
| [Chapitres 238-239-240]             |                                                   |                        |                              |                       |
| 16 (68)                             | La dissolution des Sept Péchés Capitaux           | 七つの大罪〉終結       | Nanatsu no Taizai Shūketsu   | 29 janvier 2020       |
| [Chapitres 240-241-242-243]         |                                                   |                        |                              |                       |
| 17 (69)                             | Notre choix                                       | ボクたちの選択         | Boku-tachi no Sentaku        | 5 février 2020        |
| [Chapitres 243-246-247-248]         |                                                   |                        |                              |                       |
| 18 (70)                             | La marche des saints                              | 聖者の行進             | Seija no Kōshin              | 12 février 2020       |
| [Chapitres 244-245-247-248-249]     |                                                   |                        |                              |                       |
| 19 (71)                             | Le traité de la Guerre sainte                     | 聖戦協定               | Seisen Kyōtei                | 19 février 2020       |
| [Chapitres 250-251-252]             |                                                   |                        |                              |                       |
| 20 (72)                             | L'enfant de l'espoir                              | 希望の子               | Kibō no Ko                   | 26 février 2020       |
| [Chapitres 253-254-255]             |                                                   |                        |                              |                       |
| 21 (73)                             | La colère impériale des dieux                     | 聖戦の幕開け           | Seisen no Makuake            | 4 mars 2020           |
| [Chapitres 256-257-258]             |                                                   |                        |                              |                       |
| 22 (74)                             | Britannia en guerre                               | 戦渦のブリタニア       | Senka no Buritania           | 11 mars 2020          |
| [Chapitres 259-260-261]             |                                                   |                        |                              |                       |
| 23 (75)                             | Se tordre dans les ténèbres                       | 闇に歪む者             | Yami ni Yugamu Mono          | 18 mars 2020          |
| [Chapitres 261-262-263-264-266]     |                                                   |                        |                              |                       |
| 24 (76)                             | Amour effréné                                     | 暴走する愛             | Bōsō suru Ai                 | 25 mars 2020          |
| [Chapitres 265-266-267-268-272-285] |                                                   |                        |                              |                       |

### Saison 4 - Dragon's Judgement
La quatrième et dernière saison est diffusée depuis le 13 janvier 2021 à la télévision japonaise. Un épisode récapitulatif de la précédente saison a été diffusé le 6 janvier 2021 au Japon.
| No                                                        | Titre français                           | Titre japonais         | Titre japonais                 | Date de 1re diffusion |
| No                                                        | Titre français                           | Kanji                  | Rōmaji                         | Date de 1re diffusion |
| --------------------------------------------------------- | ---------------------------------------- | ---------------------- | ------------------------------ | --------------------- |
| 0                                                         | Emission spécial, excellent charmeur     | 魅力大放出スペシャル   | Miryoku Dai Hōshutsu Supesharu | 6 janvier 2021        |
| Épisode récapitulatif de la troisième saison.             |                                          |                        |                                |                       |
| 1 (77)                                                    | Au purgatoire                            | 煉獄より               | Rengoku Yori                   | 13 janvier 2021       |
| [Chapitres 268-285-286]                                   |                                          |                        |                                |                       |
| 2 (78)                                                    | Rencontre avec l’inconnu                 | 未知との遭遇           | Michi to no Sōgū               | 20 janvier 2021       |
| [Chapitres 269-270-271-286-287]                           |                                          |                        |                                |                       |
| 3 (79)                                                    | Une seule pensée                         | 一途なる想い           | Ichizu Naru Omoi               | 27 janvier 2021       |
| [Chapitres 271-288-289]                                   |                                          |                        |                                |                       |
| 4 (80)                                                    | Rencontre impromptue                     | 聖戦の犠牲者           | Seisen no Giseisha             | 3 février 2021        |
| [Chapitres 271-272-273-289-290-291-292]                   |                                          |                        |                                |                       |
| 5 (81)                                                    | Le coup tragique                         | 悲しき一撃             | Kanashiki Ichigeki             | 10 février 2021       |
| [Chapitres 274-275-276-277]                               |                                          |                        |                                |                       |
| 6 (82)                                                    | Confronter le désespoir                  | 絶望に立ち向かえ       | Zetsubō ni Tachimukae          | 17 février 2021       |
| [Chapitres 277-278-279-280]                               |                                          |                        |                                |                       |
| 7 (83)                                                    | Espoir, discorde et désespoir            | 希望と葛藤と絶望       | Kibō to Kattō to Zetsubō       | 24 février 2021       |
| [Chapitres 272-281-282-292-294]                           |                                          |                        |                                |                       |
| 8 (84)                                                    | Une porte vers l'espoir                  | 希望への扉             | Kibō e no Tobira               | 3 mars 2021           |
| [Chapitres 272-282-283-284-292-293]                       |                                          |                        |                                |                       |
| 9 (85)                                                    | Le grand rassemblement                   | 集結するものたち       | Shūketsu Suru Mono-tachi       | 10 mars 2021          |
| [Chapitres 292-294-295-296]                               |                                          |                        |                                |                       |
| 10 (86)                                                   | Le Salut du Soleil                       | 太陽の救済             | Taiyō no Kyūsai                | 17 mars 2021          |
| [Chapitres 297-298-299]                                   |                                          |                        |                                |                       |
| 11 (87)                                                   | Ceux qui s'opposent à un Dieu            | 神と対峙する人         | Kami to Taiji Suru Hito        | 24 mars 2021          |
| [Chapitres 300-301-302]                                   |                                          |                        |                                |                       |
| 12 (88)                                                   | Nous serons ta force                     | みんなキミの力になる   | Minna Kimi no Chikara ni Naru  | 31 mars 2021          |
| [Chapitres 303-304-305]                                   |                                          |                        |                                |                       |
| 13 (89)                                                   | La fin d'un long voyage                  | 永き旅の終着           | Nagaki Tabi no Shūchaku        | 7 avril 2021          |
| [Chapitres 306-307]                                       |                                          |                        |                                |                       |
| 14 (90)                                                   | Adieu, les Seven Deadly Sins             | さよなら〈七つの大罪〉 | Sayonara〈Nanatsu no Taizai〉  | 14 avril 2021         |
| [Chapitres 308-309-310]                                   |                                          |                        |                                |                       |
| 15 (91)                                                   | Les frères du destin                     | 宿命の兄弟             | Shukumei no Kyōdai             | 21 avril 2021         |
| [Chapitres 311-312-313-314]                               |                                          |                        |                                |                       |
| 16 (92)                                                   | La dernière guerre                       | 最終戦争               | Saishū Sensō                   | 28 avril 2021         |
| [Chapitres 315-316-317-318-319-320]                       |                                          |                        |                                |                       |
| 17 (93)                                                   | La voix qui t’appelle                    | キミの名を呼ぶ声       | Kimi no Na o Yobu koe          | 5 mai 2021            |
| [Chapitres 321-322-323-324-325-326]                       |                                          |                        |                                |                       |
| 18 (94)                                                   | Le Roi chante seul                       | 王は孤独に歌う         | Ō wa Kodoku ni Utau            | 12 mai 2021           |
| [Chapitres 327-328 + Hors serie : L'ode du roi solitaire] |                                          |                        |                                |                       |
| 19 (95)                                                   | La lutte                                 | あがき                 | Agaki                          | 19 mai 2021           |
| [Chapitres 328-329-330]                                   |                                          |                        |                                |                       |
| 20 (96)                                                   | Ennemis mortels                          | 倶に天を戴かず         | Tomo ni Ten o Itadakazu        | 26 mai 2021           |
| [Chapitres 331-332-333-334]                               |                                          |                        |                                |                       |
| 21 (97)                                                   | Les véritables intentions de la sorcière | 魔女が求め続けたもの   | Majo ga Motome Tsuzuketa Mono  | 2 juin 2021           |
| [Chapitres 334-335-336-337]                               |                                          |                        |                                |                       |
| 22 (98)                                                   | Le fragment du chaos                     | 混沌の一端             | Konton no Ittan                | 9 juin 2021           |
| [Chapitres 337-338-339-340]                               |                                          |                        |                                |                       |
| 23 (99)                                                   | Un royaume éternel                       | 永遠の王国             | Eien no Ōkoku                  | 16 juin 2021          |
| [Chapitres 341-342-343]                                   |                                          |                        |                                |                       |
| 24 (100)                                                  | Les héritiers                            | 継がれゆくもの         | Tsugare Yuku Mono              | 23 juin 2021          |
| [Chapitres 344-345-346]                                   |                                          |                        |                                |                       |

## OAV
| No                                                                                               | Titre français          | Titre japonais              | Titre japonais                         | Date de 1re diffusion |
| No                                                                                               | Titre français          | Kanji                       | Rōmaji                                 | Date de 1re diffusion |
| ------------------------------------------------------------------------------------------------ | ----------------------- | --------------------------- | -------------------------------------- | --------------------- |
| OAV 1                                                                                            | Ban le Bandit           | 外伝 バンデット・バン       | Gaiden Bandetto Ban                    | 17 juin 2015          |
| [Side Story 1] — Cet OAV raconte le passé de Ban.                                                |                         |                             |                                        |                       |
| OAV 2                                                                                            | Les Histoires des Héros | 英雄たちの戯れ 〜番外編集〜 | Eiyū-tachi no tawamure ~bangai henshū~ | 12 août 2015          |
| Cet OAV est composé de neuf histoires courtes humoristiques.                                     |                         |                             |                                        |                       |
| OAV 3                                                                                            | Heroes' Frolic          | 英雄たちは燥(はしゃ)ぐ      | Eiyū-tachi wa Hashagu                  | 16 novembre 2018      |
| [Chapitres Extras 8-9-10-15-16] — Cet OAV est composé de quatre histoires courtes humoristiques. |                         |                             |                                        |                       |

## DVD
L'édition japonaise DVD et Blu-ray de la première saison est sortie entre le 28 janvier 2015 au 23 septembre 2015. L’édition française, éditée par Kana, est sortie en DVD, DVD Blu-ray et collector le 20 décembre 2017 comprenant l’intégrale des 24 épisodes de la saison 1.
- Saison 1

| Disque | Édition japonaise | Édition japonaise | Édition française | Édition française |
| Disque | Date de sortie    | Épisodes          | Date de sortie    | Épisodes          |
| ------ | ----------------- | ----------------- | ----------------- | ----------------- |
| 1      | 28 janvier 2015   | 3 (1 à 3)         | 20 décembre 2017  | 24                |
| 2      | 25 février 2015   | 3 (4 à 6)         | 20 décembre 2017  | 24                |
| 3      | 25 mars 2015      | 3 (7 à 9)         | 20 décembre 2017  | 24                |
| 4      | 22 avril 2015     | 3 (10 à 12)       | 20 décembre 2017  | 24                |
| 5      | 27 mai 2015       | 3 (13 à 15)       | 20 décembre 2017  | 24                |
| 6      | 24 juin 2015      | 3 (16 à 18)       | 20 décembre 2017  | 24                |
| 7      | 22 juillet 2015   | 2 (19 et 20)      | 20 décembre 2017  | 24                |
| 8      | 26 août 2015      | 2 (21 et 22)      | 20 décembre 2017  | 24                |
| 9      | 23 septembre 2015 | 2 (23 et 24)      | 20 décembre 2017  | 24                |

- Signs of Holy War

| Disque | Édition japonaise | Édition japonaise |
| Disque | Date de sortie    | Épisodes          |
| ------ | ----------------- | ----------------- |
| 1      | 11 janvier 2017   | 2 (1 et 2)        |
| 2      | 8 février 2017    | 2 (3 et 4)        |

- Saison 2 - Revival of the Commandments

| Disque | Édition japonaise | Édition japonaise |
| Disque | Date de sortie    | Épisodes          |
| ------ | ----------------- | ----------------- |
| 1      | 25 avril 2018     | 3 (1 à 3)         |
| 2      | 30 mai 2018       | 3 (4 à 6)         |
| 3      | 27 juin 2018      | 3 (7 à 9)         |
| 4      | 25 juillet 2018   | 3 (10 à 12)       |
| 5      | 29 août 2018      | 3 (13 à 15)       |
| 6      | 26 septembre 2018 | 3 (16 à 18)       |
| 7      | 24 octobre 2018   | 2 (19 et 20)      |
| 8      | 28 novembre 2018  | 2 (21 et 22)      |
| 9      | 26 décembre 2018  | 2 (23 et 24)      |